# 595 هـ
vcxbw
595 هـ هي سنة في التقويم الهجري امتدت مقابلةً في التقويم الميلادي بين سنتي 1198 و1199.

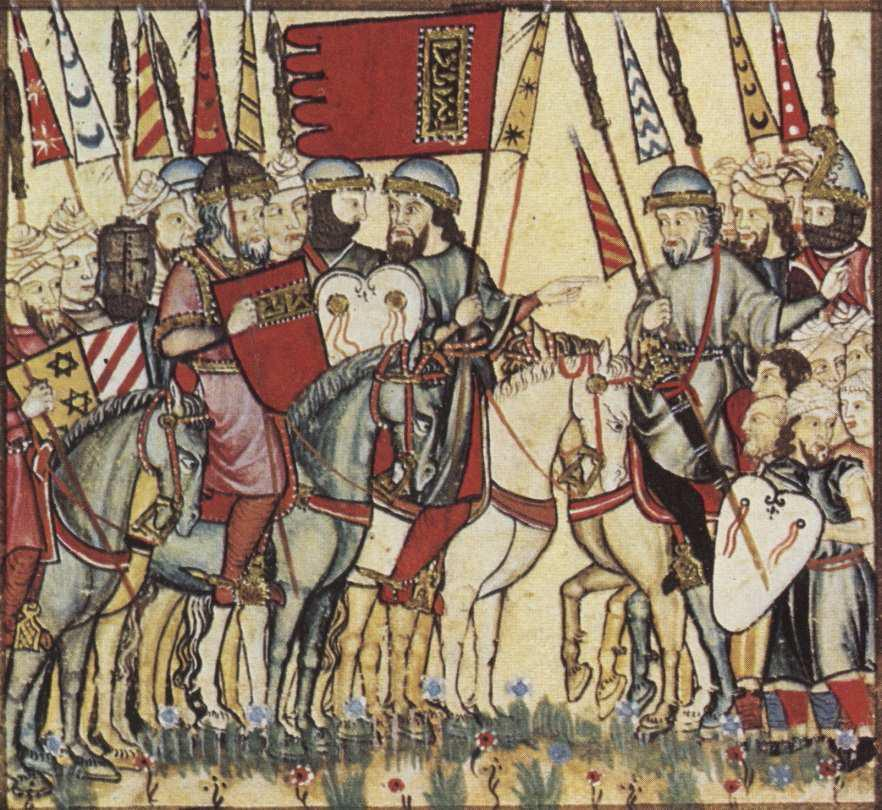
أبو عبد الله محمد الأول

## مواليد
- ابن الأبار
- أبو عبد الله محمد الأول
- ابن الأبار القضاعي

## وفيات
- أبو يوسف يعقوب بن يوسف المنصور
- العزيز عثمان
- ابن رشد